# Kron Gracie
Kron Gracie, (Rio de Janeiro, 11 de Julho de 1988) é um lutador de artes marciais mistas e grappler brasileiro, atualmente competindo na divisão dos penas do Ultimate Fighting Championship, e tendo competido também no Rizin Fighting Federation.

## Biografia
Kron Gracie nasceu em Rio de Janeiro, Brasil. Ele é filho do mestre de Jiu-Jitsu e ex-lutador de artes marciais mistas, Rickson Gracie. Ele começou a treinar com o pai quando era criança. Em 2008, aos 19 anos, ele recebeu a Faixa Preta de Jiu-Jitsu do seu pai.

## Vida Pessoal
Kron Gracie é o filho mais novo de Rickson Gracie e neto do lendário Hélio Gracie. Ele tem duas irmãs, Kauan e Kaulin. Em 2000, o irmão mais velho de Kron, Rockson, morreu de overdose em um hotel em Manhattan, Nova Iorque.
Quando não está competindo, ele ensina Jiu-Jitsu em sua academia em Culver City, Califórnia.

## Carreira no MMA
Em 24 de Fevereiro de 2014, Kron anunciou que tinha intenção de iniciar carreira no MMA. Ele fez sua estreia nas artes marciais mistas em 23 de Dezembro de 2014, enfrentando o também estreante Hyung Soo-Kim, no Real Fighting Championship: Real 1. Gracie venceu a luta via chave de braço, com 62 segundos de luta.

### Rizin FF
Gracie lutou em 31 de Dezembro de 2015 no Rizin Fighting Federation. Ele enfrentou Asen Yamamoto e venceu a luta via finalização com um triângulo no primeiro round.
Gracie enfrentou Hideo Tokoro em 25 de Setembro de 2016. Ele venceu via finalização com um mata leão no primeiro round.
Gracie enfrentou o veterano Tatsuya Kawajiri no Rizin Fighting Federation Grand Prix: Final Round, em 31 de dezembro de 2016. Kron finalizou o adversário com um mata leão no segundo round.

### Ultimate Fighting Championship
Em Novembro de 2018, Kron foi contratado pelo UFC.
Em sua estreia na organização, Kron Gracie enfrentou Alex Caceres em 17 de Fevereiro de 2019 no UFC on ESPN: Ngannou vs. Velasquez. Ele venceu via finalização no primeiro round. Esta luta lhe rendeu seu primeiro bônus de “Performance da Noite”.
Sua segunda luta no UFC veio em 12 de Outubro de 2019 contra Cub Swanson, no UFC Fight Night: Joanna vs. Waterson. Kron foi dominado nos três rounds e perdeu por decisão unânime (30-27, 30-27 e 30-27).

## Cartel no MMA
| Cartel no MMA   |            |           |
| 6 lutas         | 5 vitórias | 1 derrota |
| Por nocaute     | 0          | 0         |
| Por finalização | 5          | 0         |
| Por decisão     | 0          | 1         |
| Empates         | 0          | 0         |

| Res.    | Cartel | Oponente         | Método                       | Evento                                   | Data       | Round | Tempo | Local              | Notas                                 |
| ------- | ------ | ---------------- | ---------------------------- | ---------------------------------------- | ---------- | ----- | ----- | ------------------ | ------------------------------------- |
| Derrota | 5-2    | Charles Jourdain | Decisão (unânime)            | UFC 288: Sterling vs. Cejudo             | 06/05/2023 | 3     | 5:00  | Newark, New Jersey |                                       |
| Derrota | 5-1    | Cub Swanson      | Decisão (unânime)            | UFC Fight Night: Joanna vs. Waterson     | 12/10/2019 | 3     | 5:00  | Tampa, Flórida     | Luta da Noite.                        |
| Vitória | 5-0    | Alex Caceres     | Finalização (mata leão)      | UFC on ESPN: Ngannou vs. Velasquez       | 17/02/2019 | 1     | 2:06  | Phoenix, Arizona   | Estreia no UFC; Performance da noite. |
| Vitória | 4-0    | Tatsuya Kawajiri | Finalização (mata leão)      | Rizin World Grand-Prix 2016: Final Round | 31/12/2016 | 2     | 2:04  | Saitama            |                                       |
| Vitória | 3-0    | Hideo Tokoro     | Finalização (mata leão)      | Rizin World Grand-Prix 2016: First Round | 25/09/2016 | 1     | 9:45  | Saitama            |                                       |
| Vitória | 2-0    | Asen Yamamoto    | Finalização (triângulo)      | Rizin Fighting Federation 2              | 31/12/2015 | 1     | 4:58  | Tókio              | Estreia nos penas.                    |
| Vitória | 1-0    | Hyung Soo-Kim    | Finalização (chave de braço) | Real Fighting Championship: Real 1       | 23/12/2014 | 1     | 1:05  | Tókio              | Peso Casado (73kg).                   |